# Gellértberget

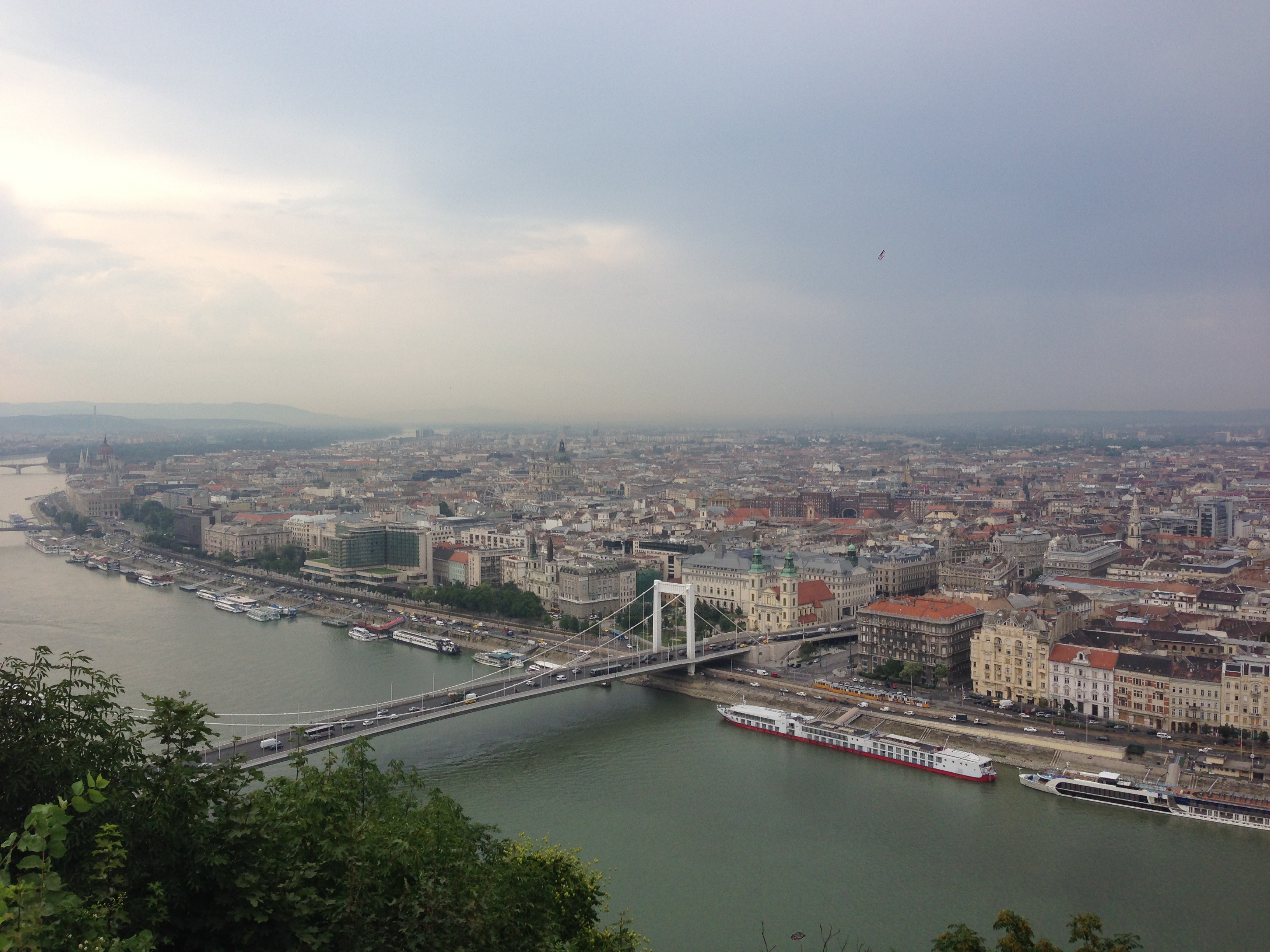
Utsikt från platsen där Frihetsstatyn är placerad. Floden som syns är Donau och bron i mitten av bilden är Elisabetsbron.

Gellértberget (ungerska: Gellért-hegy, "Gellértkullen") är ett 235 meter högt berg (egentligen en kulle) med utsikt över Donau i centrala Budapest. Berget fick sitt namn efter Sankt Gerhard, på ungerska Szent Gellért, som kastades ned för berget.
På Gellértberget finns flera statyer som kommunisterna begärde skulle resas efter att de besegrat tyskarna under andra världskriget. Den mest kända är Frihetsstatyn som är en kvinna som håller ett palmblad över sitt huvud.

## Galleri

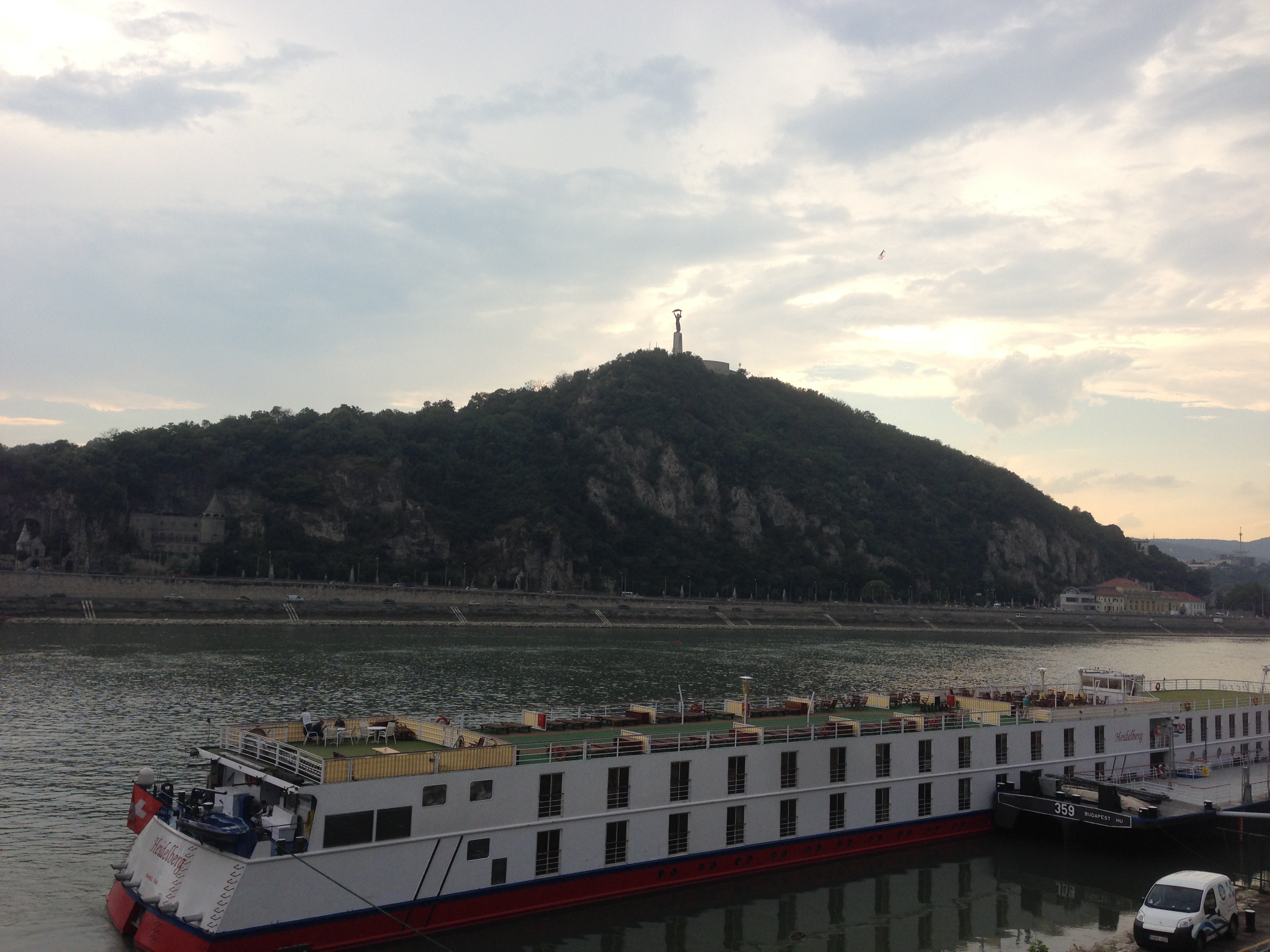
Gellértberget sett från Pest, nära Frihetsbron.
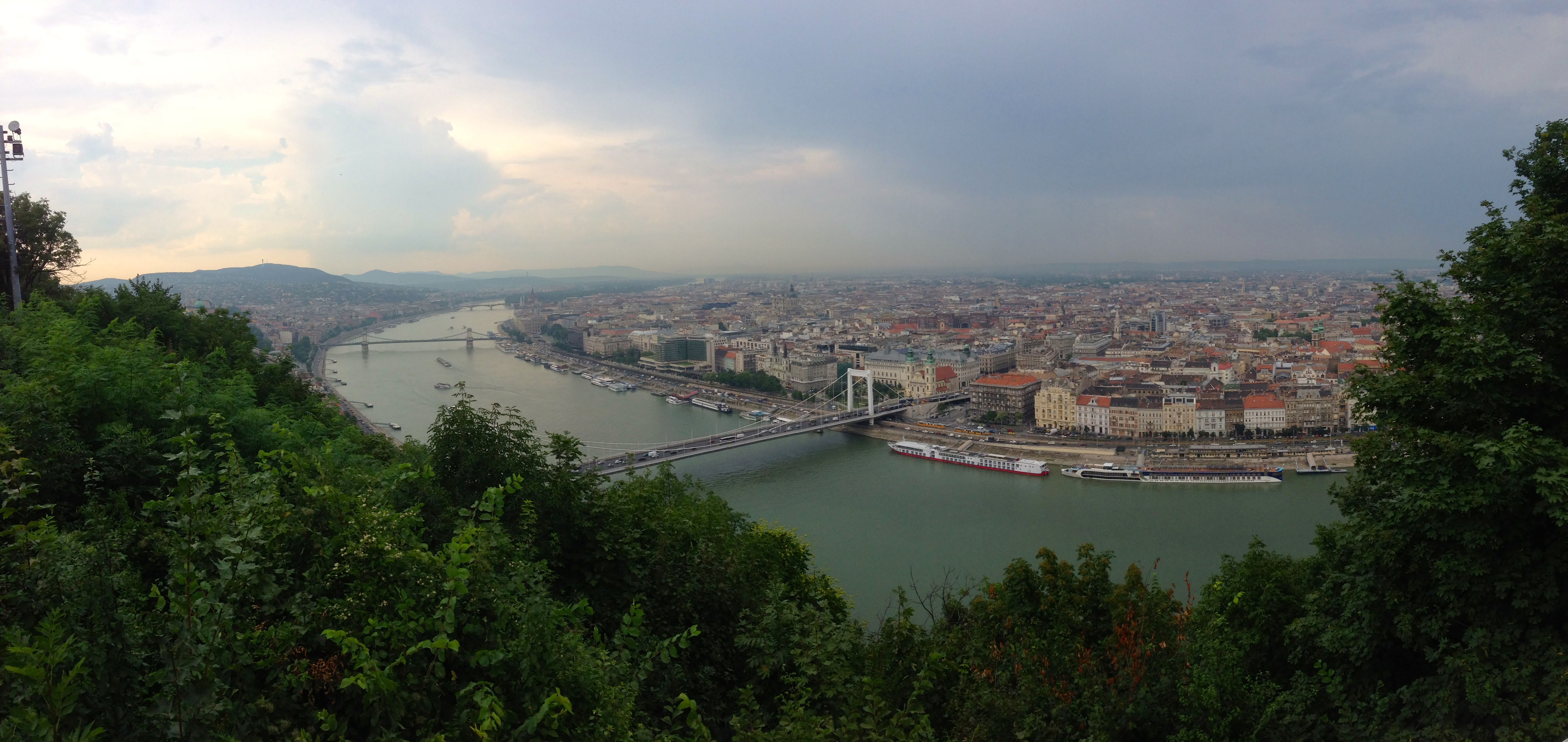
Panoramabild från Frihetsstatyn.
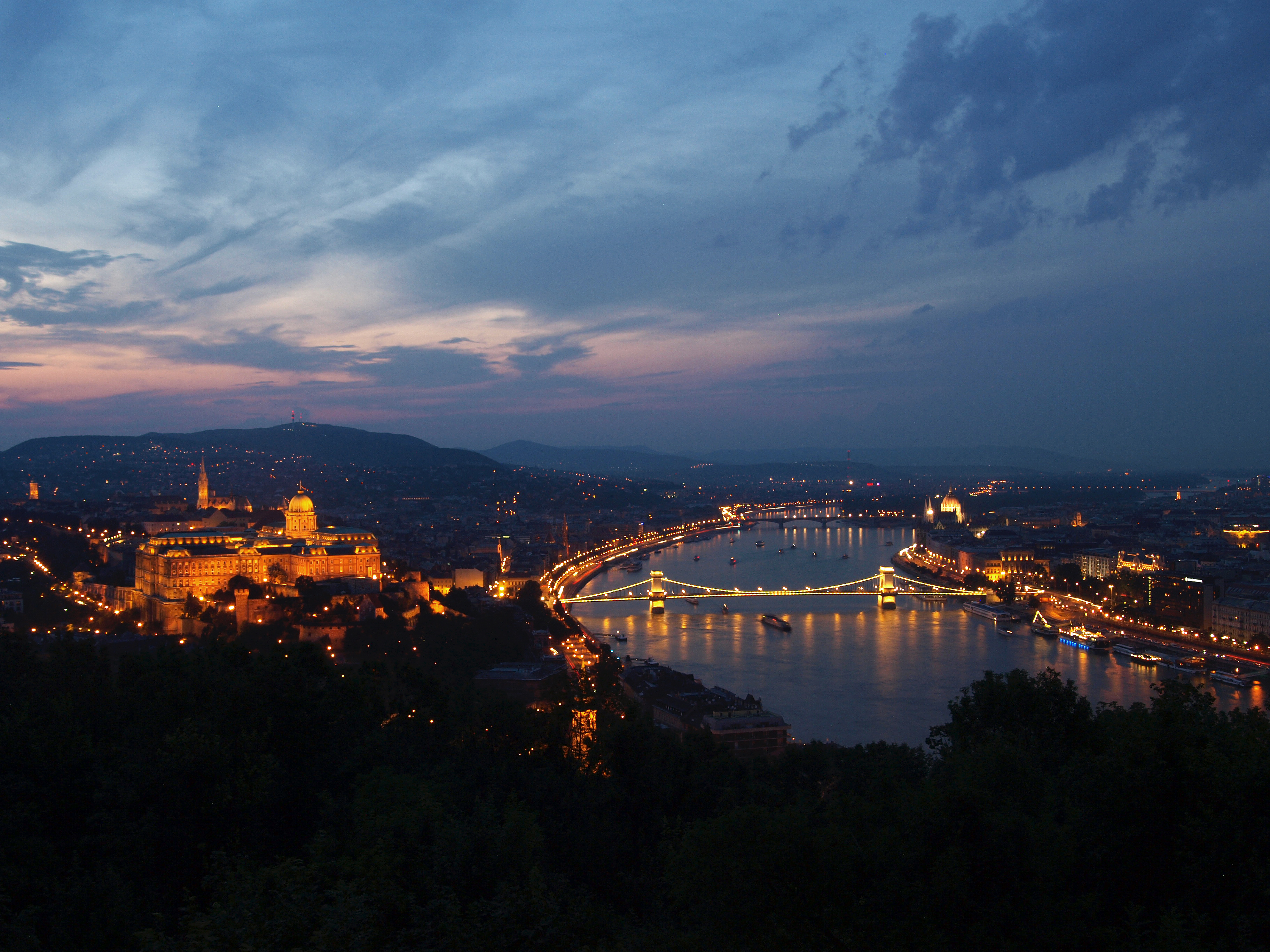
Utsikten på kvällen.
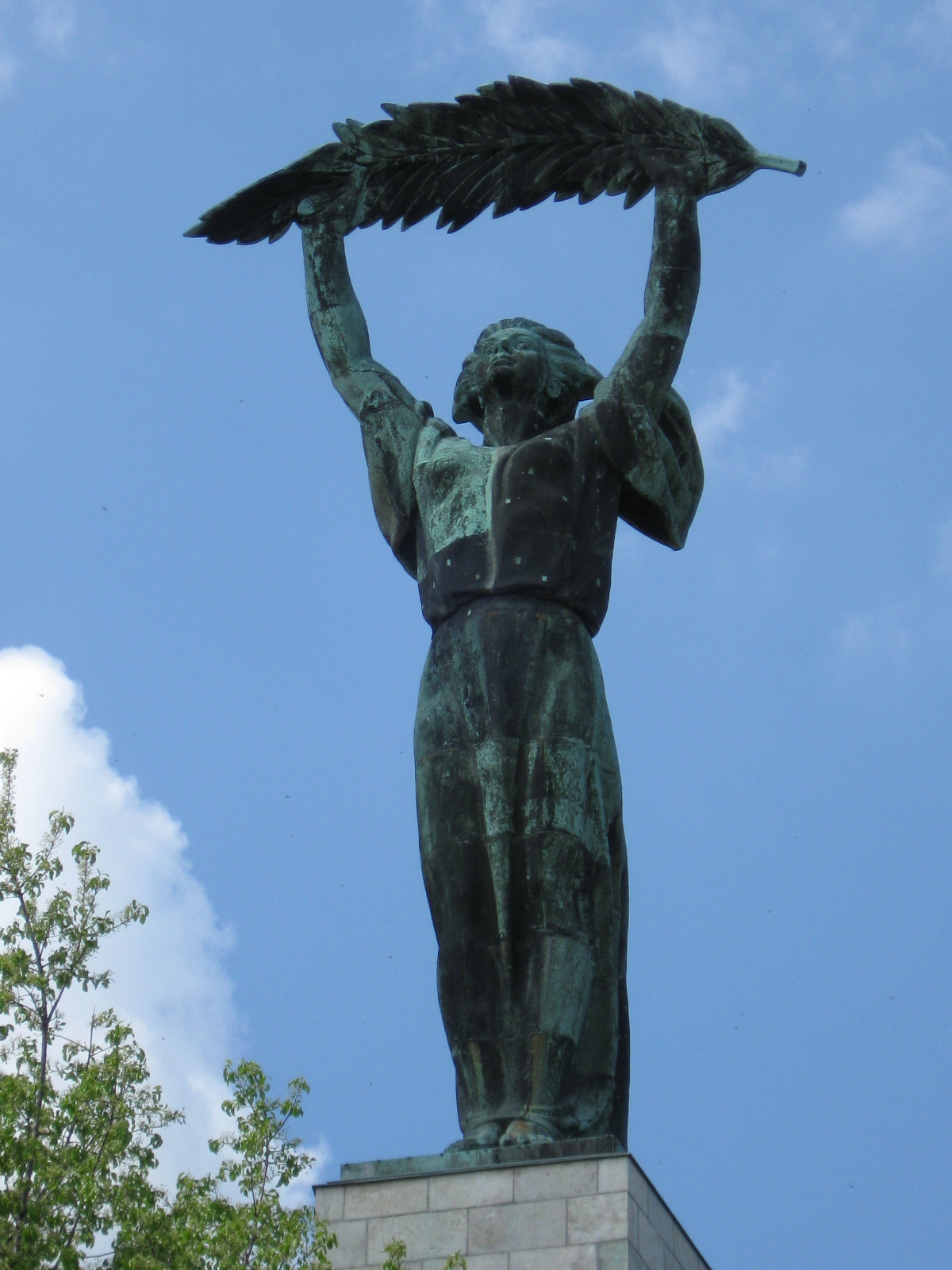
Kvinnan med palmbladet (Frihetsstatyn).
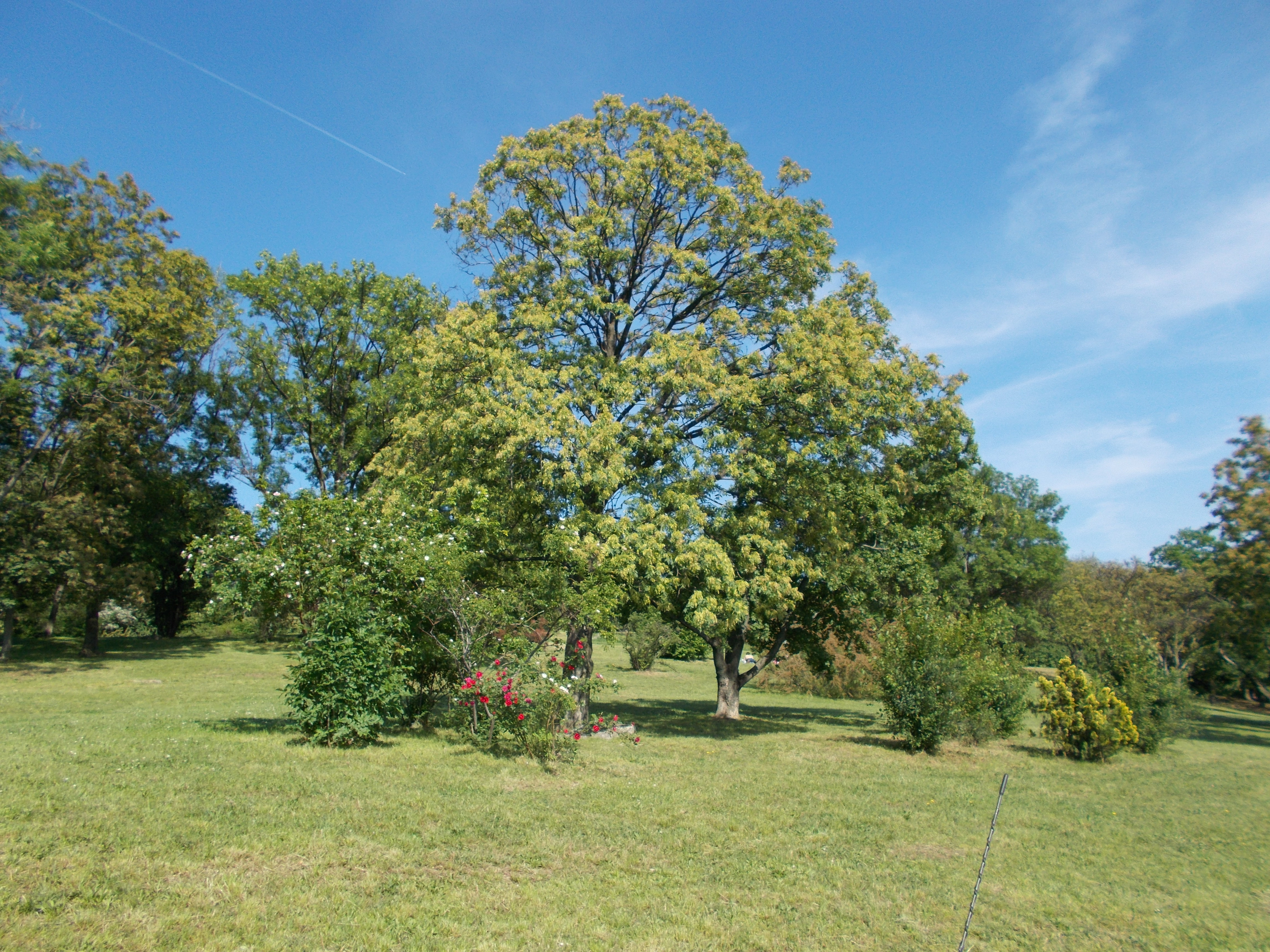
Parken.
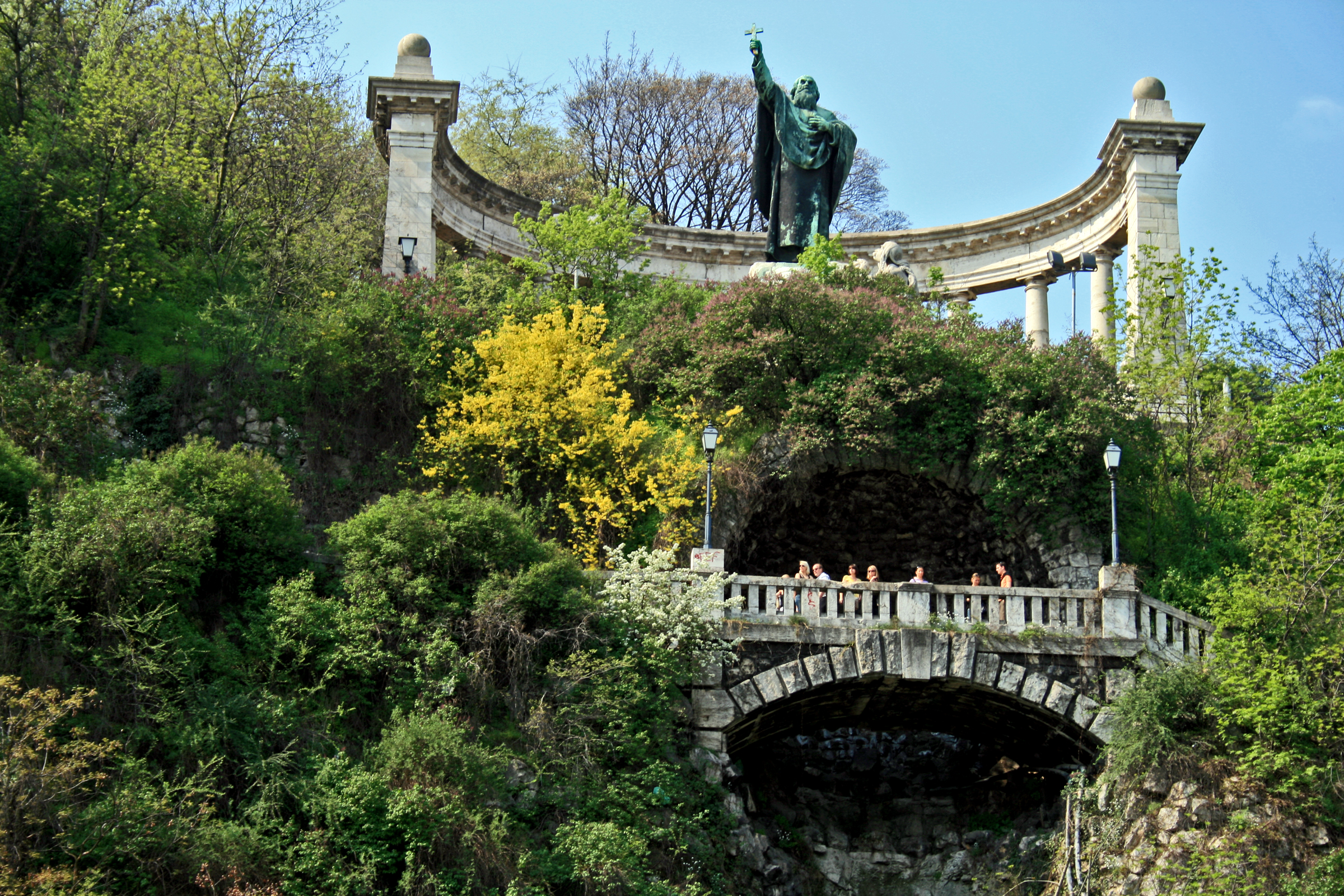
Vattenfallet.